# І останній Трамп пролунає
«І останній Трамп пролунає» (англ. And the Last Trump Shall Sound) — американська книга з альтернативної історії, написана Гаррі Тертлдавом, Джеймсом Морроу та Кетом Рембо. Книга містить три оповідання: Тертлдав написав «Злам націй», Морроу — «Вкрадену республіку», а Рембо — «Бо це гірко».

## Сюжет
Під час свого президентства Дональд Трамп буде переобраний на президентських виборах 2020 року, але помре під час другого спалаху коронавірусу в 2024 році. Після його смерті його наступником стане віце-президент Майк Пенс, який контролюватиме перетворення Сполучених Штатів на праву християнську фундаменталістську авторитарну державу, що зрештою призведе до того, що штати Західного узбережжя Каліфорнії, Орегону та Вашингтон відділяється від США і створюють власну державу під назвою Посіфіка.
Пенс буде обраний на повний термін у 2024 році та переобраний у 2028 році, а Ліндсі Грем стане його віце-президентом. Під час нового президентства у 2026 році буде скасовано рішення «Ро проти Вейда», коли аборти будуть визнані кримінальною відповідальність, а тисячі жінок помруть внаслідок незаконних процедур; біля американо-мексиканського кордону будуть створені концентраційні табори для ув'язнення мігрантів, нелегальних іммігрантів і політичних опонентів. Нехристияни, включаючи євреїв, мусульманів та сикхів, стають жертвами фатальних релігійних і расистських нападів, а представники ЛГБТК+ піддаються переслідуванням і зрештою класифікуються як «сексуальні злочинці».
У Конгресі Сполучених Штатів домінують республіканці, автономія штатів у демократичних штатах підривається, уряди штатів усуваються і замінюються за невідповідність, християнський фундаменталізм схвалюється федеральним урядом, а новинні телеканали, включаючи CNN і MSNBC, стають правими дочірніми компаніями Fox, відомими як Fox-CNN і Fox-MSNBC, відповідно, в той час як газета The New York Times повністю закривається в рамках обмежень на свободу преси.
Зрештою Пенс обійде двадцять другу поправку, балотуючись як віце-президент у нижній частині республіканського списку з Девіном Нуньєсом у 2032 році. Пара виграє, і Нуньєс піде у відставку з поста президента незабаром після вступу на посаду, дозволяючи Пенсу знову зайняти президентство та призначити Ріка Санторума своїм новим віце-президентом.